# Anders Henrik Falck
Anders Henrik Falck, född 15 november 1772 i Kerimäki, död 30 november 1851 i Eura, var en finländsk ämbetsman. 
Falck blev 1802 häradshövding i nedre Satakunda, kallades 1816 till ledamot av senatens justitiedepartement, blev 1820 chef för finansexpeditionen och utnämndes 1828 till vice ordförande i ekonomiedepartementet. Han var från 1822 dessutom lagman i Åbo och Björneborgs lagsaga. Han blev utomordentligt inflytelserik under generalguvernör Arsenij Zakrevskijs tid, men var måhända alltför mottaglig för ryska önskemål. Han klandrades även för egenmäktighet, och vid sin avgång 1833 lämnade han Finlands finanser i ett kaotiskt tillstånd. Han innehade sitt lagmannaämbete till 1843 och framlevde sina sista år på Kauttua järnbruk i Eura, som han var ägare till.